# Catherine Belton
Catherine Belton (geb. 1973) ist eine britische investigative Journalistin, die sich auf Russland spezialisiert hat.

## Werdegang
Catherine Belton schrieb anfangs für die Moscow Times und die Businessweek. Von 2007 bis 2013 war sie Auslandskorrespondentin der Financial Times in Moskau. Außerdem war sie investigative Journalistin für Reuters. Derzeit (2022) ist sie als Journalistin für die Washington Post tätig.
Belton war als Business and Finance Journalist of the Year der British Press Awards nominiert.

## Publikationen
- Putin's People: How the KGB Took Back Russia and Then Took On the West. HarperCollins, 2020
  - Putins Netz. Wie sich der KGB Russland zurückholte und dann den Westen ins Auge fasste. Übersetzung Elisabeth Schmalen, Johanna Wais. HarperCollins, Hamburg 2022, ISBN 978-3-7499-0328-3